# Капленко, Василий Фёдорович
Василий Федорович Капленко (1928, село Петровка, теперь Павловского района Воронежская область, Российская Федерация — 22 января 1983, город Стебник Львовской области) — украинский советский деятель, новатор производства, бригадир бригады проходчиков Стебницкого калийного комбината Львовской области. Депутат Верховного Совета СССР 6-8-го созывов (1962—1974).

## Биография
Родился в бедной крестьянской семье. Образование неполное среднее: закончил семилетнюю школу.
Трудовую деятельность начал в 1943 году колхозником колхоза имени Кирова село Петровка Павловского района Воронежской области.
С 1948 по 1951 год — служба в Советской армии.
С 1952 года — бурильщик-взрывник горного цеха, бригадир бригады проходчиков Стебницкого калийного комбината Львовской области. Ударник коммунистического труда.
Член КПСС с 1955 года.
Затем — персональный пенсионер союзного значения в городе Стебнике Львовской области.

## Награды
- орден Ленина (28.05.1966)
- медаль «За трудовую доблесть» (28.05.1960)
- медаль «За доблестный труд. В ознаменование 100-летия со дня рождения Владимира Ильича Ленина» (1970)
- медали
- знак «Шахтерская слава» II ст.